# Nowy Dwór (Szydłowo)
Nowy Dwór (deutsch Neuhof, früher Neuhoff) ist ein Dorf in der Landgemeinde (Gmina) Szydłowo (Groß Wittenberg) im Powiat Pilski (Schneidemühler Kreis) der polnischen Woiwodschaft Großpolen.

## Geographische Lage
Das Dorf liegt im Netzedistrikt des ehemaligen Westpreußen,  etwa zwölf Kilometer südsüdöstlich von Wałcz (Deutsch Krone), 15 Kilometer westnordwestlich von Schneidemühl und sechs Kilometer westlich von Szydłowo (Groß Wittenberg).

## Geschichte
Ältere Ortsbezeichnungen sind Nowydwór, Nowodwór, auch Neodwór (alle 1560) sowie Neuheft (1641). Die Ortschaft wurde 1560 als Vorwerk gegründet. Im Jahr 1586 hatte hier die Teilungskommission ihren Sitz, die mit der Parzellierung der Starostei Neuhof befasst war.
Um 1930 hatte die Gemeinde Neuhof eine 7,2 km² große Gemarkungsfläche, und es gab hier nur den einzigen Wohnplatz Neuhof, auf dem 27 bewohnte Wohnhäuser standen.
Im Jahr 1945 gehörte Neuhof zum Landkreis Deutsch Krone im Regierungsbezirk Grenzmark Posen-Westpreußen der preußischen Provinz Pommern des Deutschen Reichs. Neuhof war dem Amtsbezirk Rosenfelde zugeordnet.
Im Februar 1945 wurde Neuhof von der Roten Armee besetzt. Nach Beendigung der Kampfhandlungen wurde die Region seitens der sowjetischen Besatzungsmacht zusammen mit ganz Hinterpommern und der südlichen Hälfte Ostpreußens – militärische Sperrgebiete ausgenommen – der Volksrepublik Polen zur Verwaltung überlassen. Es wanderten nun Polen zu. Neuhof wurde unter der polnischen Ortsbezeichnung „Nowy Dwór“ verwaltet. Die einheimische Bevölkerung wurde von der polnischen Administration aus Neuhof vertrieben.

### Demographie
| Jahr | Einwohner | Anmerkungen |
| ---- | --------- | --- |
| 1783 | –         | königliches Dorf und Vorwerk, im Netzedistrikt, Kreis Krone, 18 Feuerstellen (Haushaltungen)                                                                                                   |
| 1818 | 104       | königliches Dorf, Amt Schrotz |
| 1910 | 227       | am 1. Dezember, davon 137 im Dorf (38 Protestanten, 99 Katholiken) und 90 im Gutsbezirk (darunter sieben Evangelische, 80 Katholiken und drei Juden; 15 Personen mit polnischer Muttersprache) |
| 1925 | 287       | darunter 101 Evangelische und 186 Katholiken |
| 1933 | 252       | [ 7 ] |
| 1939 | 232       | [ 7 ] |

## Kirche
Die Protestanten der bis Kriegsende 1945 anwesenden Dorfbevölkerung gehörten zum Kirchspiel Groß Wittenberg.